# Restaurant Elefant

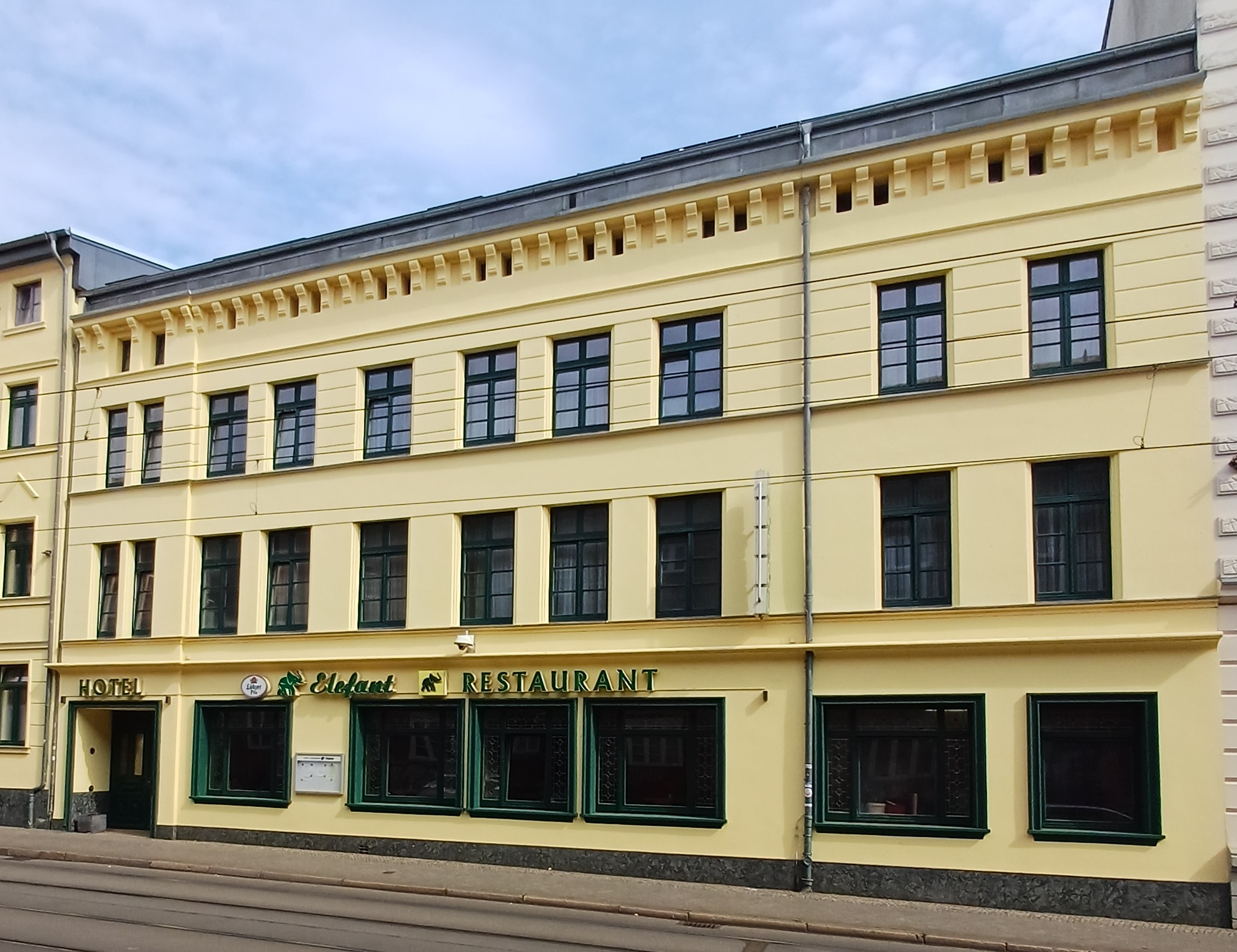
Goethestraße 39 (2024)

Das Gebäude Restaurant Elefant in Schwerin, Stadtteil Altstadt, Goethestraße 39/41, ist ein Baudenkmal in Schwerin.

## Geschichte
1860 wurde an der damaligen Rostocker Straße ein Flachbau für eine Töpferwerkstatt gebaut. 1870 stockte der Zigarrenfabrikant Homann das Haus zu einem dreigeschossigen, zehnachsigen neoklassizistischen Gebäude mit dem Mezzanin, einem einfachen Gastraum an der Straßenseite und einem Vereins- bzw. Clubraum sowie dem Anbau des heutigen Elefantensaals auf. Der Fabrikant hatte als Motiv einen Elefanten auf seinen Tabakdosen. Zahlreiche Stuckarbeiten und Malereien mit Elefantenmotiven aus dieser Zeit blieben erhalten.
Von 1884 bis 1895 wurde das Haus von C. H. Gertz als Tabak- und Zigarrenfabrik genutzt. Nachdem der Brauereibesitzer Anton Feldtmann das Haus gekauft hatte, erfolgte 1896 der Anbau eines Tanz- und Konzertsaals im Stil der Jahrhundertwende mit großen Fenstern. Eröffnet wurden Feldtmanns Restaurant bzw. Feldtmanns Bierhalle, der Spiegel- und Elefantensaal und ein Pensionsbetrieb. Ein humoristischer Elefantenclub tagte im Clubraum.
Ab den 1950er Jahren gab es das Restaurant (zeitweise nicht öffentlich) und verschiedene Nutzungen durch Büroräume. Ausstattungsdetails wurden entfernt oder überdeckt. Ab Anfang der 1990er Jahre war hier wieder ein Restaurant und danach auch ein Hotelbetrieb. Von 1995 bis 1998 führte dann eine umfangreiche Sanierung dazu, dass ältere Strukturen wieder sichtbar oder rekonstruiert wurden.